# Abdulsalami Abubakar
Abdulsalami Alhaji Abubakar (ur. 13 czerwca 1942) – nigeryjski generał i polityk, szef sztabu generalnego sił zbrojnych od 1997 do 1998, przewodniczący Tymczasowej Rady Rządzącej (szef państwa) Nigerii od 8 czerwca 1998 (dzień śmierci poprzedniego prezydenta Saniego Abachy) do 29 maja 1999 roku, kiedy oddał władzę Olusegunowi Obasanjo wybranemu w demokratycznych wyborach.